# Elimaea minor
Elimaea minor är en insektsart som beskrevs av Brunner von Wattenwyl 1891. Elimaea minor ingår i släktet Elimaea och familjen vårtbitare. Inga underarter finns listade i Catalogue of Life.